# 江別市大麻公民館・江別市民文化ホール
江別市大麻公民館・江別市民文化ホール（えべつしおおあさこうみんかん・えべつしみんぶんかホール）、通称えぽあホールは、北海道江別市にある公民館・市民文化ホールからなる複合公共施設である。また、江別市情報図書館・大麻分館も併設されている。

## 概要
えぽあホールは、市民の文化活動や生涯学習の場として1997年10月に開館した。ホールは音響性能に優れたシューボックス型である。また、リハーサル室、ギャラリー、研修室・工芸室などの施設を揃える、2階建ての施設である。
また、ホワイエでの「えぽあロビーコンサート」や、小学4年生以上の児童・生徒からなる合唱団「えぽあ」の定期演奏会も開催されている。

## 沿革
- 1974年（昭和49年）1月 - 大麻公民館 開館[3]
- 1997年（平成9年）10月 - 江別市民文化ホール（えぽあホール） オープン・大麻公民館 新築移転[3]
- 2006年（平成18年）4月 - 江別市の指定管理者として株式会社 江別振興公社が管理運営を開始[4]

## 施設

### 部屋
- ホール（面積580m²・収容人数453人）
- リハーサル室（面積121m²）
- ギャラリー（面積118m²）
- 研修室（4室）
- 和室（2室）
- 工芸室（1室）
- 調理実習室（1室）
- 江別市情報図書館 大麻分館[2]

### 駐車場
- 駐車台数：78台
- 身障者用：3台

## アクセス

### 公共交通機関
| 交通機関 | 路線名                             | 停留所(駅）名 | 所要時間   | 備考                       |
| -------- | ---------------------------------- | ------------- | ---------- | -------------------------- |
| JR       | 函館本線(下り)                     | JR大麻駅      | 徒歩 約3分 | 札幌駅より普通列車で約20分 |
| JRバス   | 札幌(新札幌）方面より              | 大麻駅南口    | 徒歩 約5分 | 国道12号線                 |
| JRバス   | 札幌(新札幌）方面より              | 大麻駅        | 徒歩 約3分 | 厚別経由                   |
| 中央バス | 江別・野幌方面より 【江別2番通線】 | 大麻駅前      | 徒歩 約3分 | 2番通経由                  |
| 中央バス | 新札幌方面より 【江別・新札幌線】  | 3番通14丁目   | 徒歩 約5分 | 3番通・見晴台経由          |
| 夕鉄バス | 江別・野幌方面より                 | 大麻駅南口    | 徒歩 約5分 | あけぼの団地経由           |
| 夕鉄バス | 新札幌方面より                     | 大麻駅南口    | 徒歩 約3分 | 国道12号線経由             |

### 所在地
- 郵便番号：069-0854
- 所在地：北海道江別市大麻中町26-7